# Ocotea glaucophylla
Ocotea glaucophylla là loài thực vật có hoa trong họ Nguyệt quế. Loài này được Moldenke miêu tả khoa học đầu tiên năm 1931.